# Aphis ballotae
Aphis ballotae är en insektsart. Aphis ballotae ingår i släktet Aphis och familjen långrörsbladlöss. Inga underarter finns listade i Catalogue of Life.